# Rineloricaria daraha
Rineloricaria daraha är en fiskart som beskrevs av Rapp Py-daniel och Fichberg 2008. Rineloricaria daraha ingår i släktet Rineloricaria och familjen Loricariidae. Inga underarter finns listade i Catalogue of Life.